# ヴェルナー・ゾンバルト

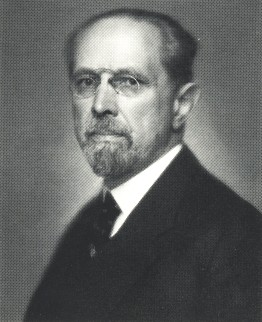
ヴェルナー・ゾンバルト（1930年）

ヴェルナー・ゾンバルト（Werner Sombart、1863年1月19日 - 1941年5月18日）は、ドイツの経済学者・社会学者。ドイツ歴史学派最後の経済学者。ドイツ的社会主義を提唱し、またユダヤ人が資本主義を生み出したと論じ、反ユダヤ主義的な論述を行い、ナチスを支持した。ウェルナー・ゾンバルトとも表記される。

## 経歴
ドイツのハルツ地方エルムスレーベン (Ermsleben) で有力な農場主であり帝国議会の議員でもあったアントン・ゾンバルトの息子として生まれた。ギムナジウムを経てベルリン大学に進学し、そこではグスタフ・フォン・シュモラーとアドルフ・ヴァーグナーに師事した。卒業後はイタリアへ遊学し、1886年にイタリアの農村問題についての博士論文「ローマの平原」で学位を取得した。1888年から1890年にブレーメン商工会議所の顧問を務めたのち。マックス・ヴェーバーからハイデルベルク大学に招聘されたが当局に認められず、1890年から1906年までブレスラウ大学の助教授につき、1902年には代表作である『近代資本主義』を完成させた。1906年からベルリン高等商業学校(ベルリン商科大学）教授として1911年に『ユダヤ人と経済生活』、1913年に『恋愛と資本主義』と『戦争と資本主義』を完成させ、また同年に『ブルジョワ 近代経済人の精神史』も刊行した。1917年からアドルフ・ヴァーグナーの後任としてベルリン大学教授となった。しかしナチスの時代に入った1931年、再びベルリン商科大学に戻った。
当初はマルクス主義者を自称しており、フリードリヒ・エンゲルスからカール・マルクスの著作を理解してる数少ないドイツの学者と高く評価されていた。ナチスの政策を理論的に支えるようになった。ナチス政権以後、1934年の『ドイツ的社会主義』を刊行し、「ドイツ的社会主義は資本主義ならびにユダヤ精神との闘争である」とナチスに共鳴した主張を行った。
1936年に自主解散するまで社会政策学会の会長を務め、1938年に『人間について』を発表し、1941年に第二次世界大戦下のベルリンで死去した。なお、社会政策学会は大戦後の1948年に復活している。

## ユダヤ資本主義
ゾンバルトは社会主義に影響され初期には資本主義を批判していたが、やがて「資本主義の精神」のうち冒険的企業家的要素はドイツ人に、打算的ブルジョワ精神はユダヤ人に属するとした。
1911年の『ユダヤ人と経済生活』で中世の封建制のキリスト教共同体は、近代資本主義に移行し、ユダヤ的な利益社会となったとし、人格的で自然なドイツ経済のなかにユダヤ人は嵐のように侵入し営利の優位を掲げたとした。ゾンバルトによれば、国際的なネットワークを持つユダヤ人は地域的な伝統よりも経済合理性を重んじ、また市民権が剥奪されていたので政治でなく経済に注目し、近代資本主義の重要な担い手となった。ユダヤ人は地域的でなく普遍的であり、国民的ではなく国際的で、具体的でなく抽象的である。資本主義制度の創始者である砂漠の民族ユダヤ人は放浪的で抜け目がないのに対して、森の民族ゲルマン人は心がひろい。ユダヤ教は悟性の宗教であり、感性と情感に欠けるため、自然の世界や有機的な世界とは対立し、合理主義と主知主義はユダヤ教と資本主義の特色である。したがって、近代合理主義を推進したのはヴェーバーのいうようなプロテスタンティズムでなくユダヤ教であるとした。資本主義とユダヤ教の本質は、貨幣によって表現され、貨幣と流通は社会関係を抽象化し、抽象化の精神はユダヤ人に具体化される。彼はユダヤ世界と資本主義を同一視するという、ブルーノ・バウアーやマルクスらの考え方を再利用して、「太陽のようにイスラエル（ユダヤ人）はヨーロッパを飛翔した。そして彼らが来るところに新しい生命が生い立ち、彼らが退くところでは、今まで咲き誇っていたものはすべて荒廃に帰する」と述べた。ゾンバルトのこの著書は友人のマックス・ヴェーバーから批判され、またヒトラーが資料として用いた。
翌1912年の小冊子『ユダヤ人の未来』では、ユダヤ人はドイツの芸術、文学、音楽、演劇、新聞を牛耳っており、それはユダヤ人が聡明で器用であるからだが、このユダヤの優位性は放置すると取り返しのつかないことになる「人類最大の問題」であると主張した。また、スペイン、ポルトガル、フランスも、ユダヤ人追放後の後遺症に悩み、さりとて、ユダヤ人とヨーロッパ人との同化や融合も自然の法則に反しており、ユダヤ人種と北方民族の血の融合は不吉な星に司られているとし、しかしドイツはユダヤ人なしにはやっていけないとゾンバルトは論じた。ポリアコフは、こうしたゾンバルトの主張をアパルトヘイト政策であるとしている。
1915年の『商人と英雄』では英雄の国ドイツと商人国家イギリスを対置し、戦争の近代化においてテクノロジーの意味は、義務、犠牲、共同体、名誉、勇気、権威といった崇高な美徳からその真価を引き出すようになったとした。ゾンバルトは第一次世界大戦を、ドイツを商業主義に陥れようとする営利的エートスに対するドイツ的理想主義の戦いであると称賛した。
1927年の『高度資本主義の時代における経済生活』ではゲルマン民族が前向きの推進力、ファウスト的意志、忍耐力、粘り強さに貢献したのに対し、ユダヤ人は勤勉、投機的敏感さ、計算力、進歩への願望を持つと対置し、商人と金融業者によって非合理主義的で情緒的で自発的な企業家が消滅する危険にさらされたと論じた。
このように、ユダヤ人を「商業民族」とみなし、近代資本主義の促進にユダヤ人が多くの役割を果たしたと主張したゾンバルトに対して、ルヨ・ブレンターノは「ユダヤ民族と資本主義」という論文のなかで、ユダヤ人はむしろ「農耕民族」であったと主張し、ゾンバルトを批判した。ブレンターノはさらに、資本主義の精神もユダヤ教とは別の起源より発展したものであると唱えた。

## ドイツ的社会主義から国家社会主義ドイツ労働者党（ナチス）へ
ナチス政権以後の1934年、ゾンバルトは著書『ドイツ的社会主義』においてユダヤ的な国際的社会主義・国際的資本主義に対して、ナショナリズムと社会主義が融合した国民的社会主義としてのドイツ的社会主義を主張した。この著作によれば、19世紀には経済がその他の領域（美、強さ、善良さ、賢明さ、芸術、家族、伝統、人種）を支配したため、知性化と即物化によって魂と人格が剥奪され、またマルクス主義も魂のない近代工場を進歩として歓迎した。これに対してドイツ的社会主義は、経済時代と資本主義を放棄し、現在の「文明」状態をなくして以前のような「文化」状態に到達し、ドイツ国民を経済時代の砂漠からドイツの森へ戻す。しかし、ユダヤ精神はドイツのすみずみまで浸透しており、「たとえ最後のユダヤ人とユダヤ人家族を絶滅したとしても」存続するだろうから、反資本主義闘争であるドイツ的社会主義はユダヤ精神との闘争であるとされた。
同年の国民投票で、ゾンバルトは哲学者のハイデッガーやハルトマンや生化学者アブデルハルデンと連名でヒトラー総統を支持する学者声明をナチ党機関紙フェルキッシャー・ベオバハターに発表した。

## 業績

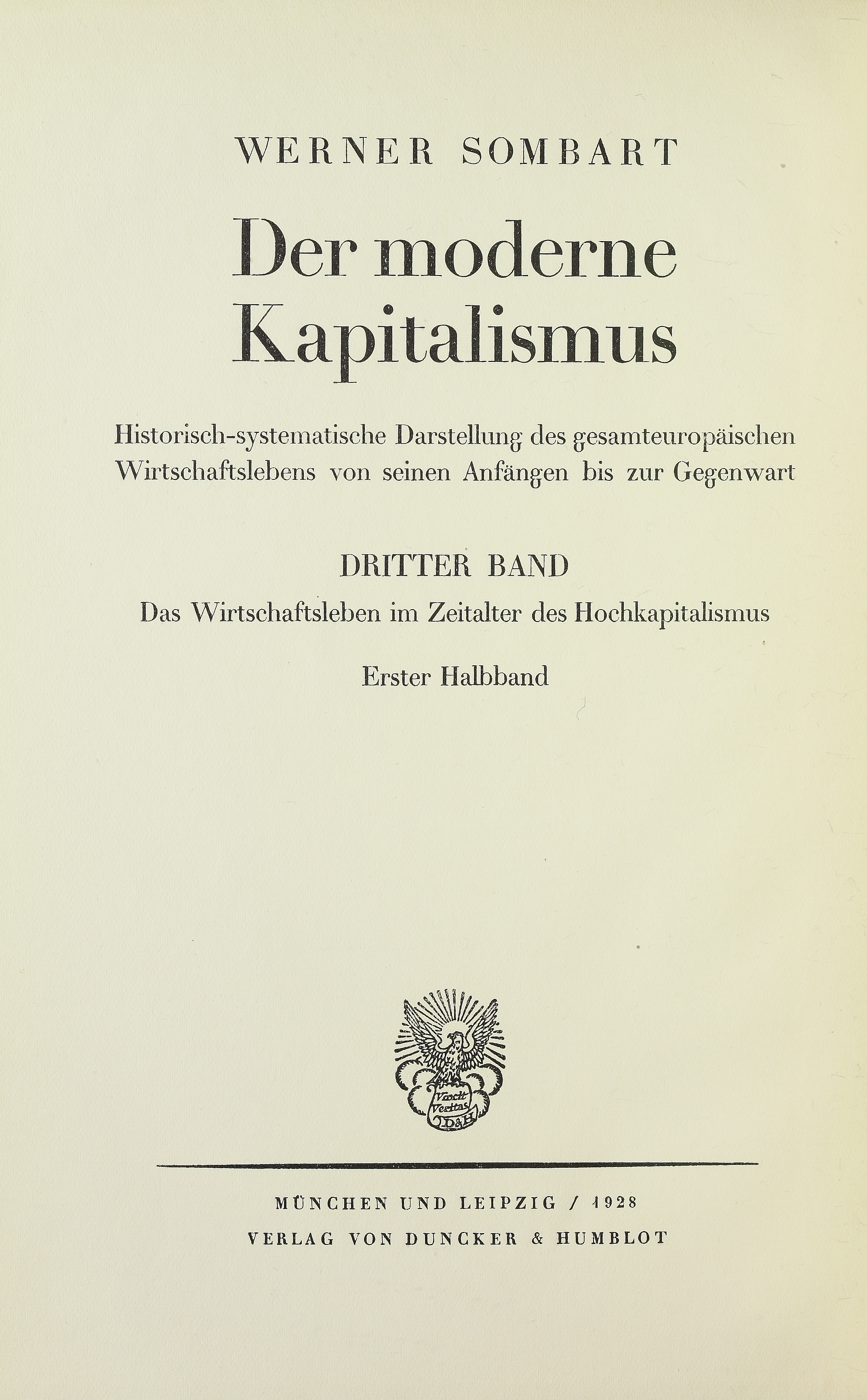
Wirtschaftsleben im Zeitalter des Hochkapitalismus, 1928

1904年以降、マックス・ヴェーバーとともに『社会科学および社会政策雑誌』Arciv für Sozialwissenschft und Sozialpolitik の編集を担った。また、経済社会の全体把握のために〈経済体制〉の概念を提起して歴史と経済理論の総合をはかり、その成果として主著『近代資本主義』Der Moderne Kapitalismus 2巻（1902年）および『高度資本主義』Hochkapitalismus（1928年）を発表した。

## ゾンバルト文庫
ゾンバルトは1929年に蔵書の一部にあたる社会主義関係の文献など11,574冊を大阪商科大学（現大阪市立大学）に売却しており、大学では「ゾンバルト文庫」として収蔵されている。

## 著作
- (1896): Sozialismus und soziale Bewegung im 19. Jahrhundert. Fischer, Jena (Digitalisierte Ausgabe unter:

urn:nbn:de:s2w-8481)（社会主義及び社会運動）
- (1901): Technik und Wirtschaft. Zahn & Jaensch, Dresden (Digitalisierte Ausgabe unter:

urn:nbn:de:s2w-8447)
- (1902): Wirthschaft und Mode. Ein Beitrag zur Theorie der modernen Bedarfsgestaltung. Bergmann, Wiesbaden (Digitalisierte Ausgabe unter:

urn:nbn:de:s2w-8464)
- (1902-1927): Der moderne Kapitalismus. 3 Bände. Duncker und Humblot, Leipzig
  - Bd. 1. Die Genesis des Kapitalismus (Digitalisierte Ausgabe unter:

urn:nbn:de:s2w-8042)
- - Bd. 2. Die Theorie der kapitalistischen Entwicklung (Digitalisierte Ausgabe unter:

urn:nbn:de:s2w-8050)
- - Bd. 3.1. Das Wirtschaftsleben im Zeitalter des Hochkapitalismus. Die Grundlagen (Digitalisierte Ausgabe unter:

urn:nbn:de:s2w-8073)
- - Bd. 3.2. Das Wirtschaftsleben im Zeitalter des Hochkapitalismus. Der Hergang der hochkapitalistischen Wirtschaft (Digitalisierte Ausgabe unter:

urn:nbn:de:s2w-8087)
- - 『近世資本主義』岡崎次郎訳、生活社、1942年
- (1903): Die deutsche Volkswirtschaft im 19. Jahrhundert. Berlin (Digitalisierte Ausgabe unter:

urn:nbn:de:s2w-8451) 5. Auflage, 1921 – Internet Archive
- (1906): Das Proletariat. Bilder und Studien, Reihe „Die Gesellschaft“, Bd. 1., Rütten & Loening, Berlin.[16]
- (1906): Warum gibt es in den Vereinigten Staaten keinen Sozialismus? Mohr, Tübingen (Digitalisat)
- (1911): Die Juden und das Wirtschaftsleben. Duncker & Humblot, Leipzig (Digitalisat)
  - 『ユダヤ人と経済生活』金森誠也・安藤勉訳、新人物往来社、1994年 ISBN 475-2100843
    - 『ユダヤ人と経済生活』講談社学術文庫、2015年。第3部：ユダヤ的本質の誕生を割愛 ISBN 406-2923033
- (1912): Die Zukunft der Juden, Leipzig : Duncker & Humblot, 小冊子『ユダヤ人の未来』
- (1913): Studien zur Entwicklungsgeschichte des modernen Kapitalismus. Duncker & Humblot, München/Leipzig
  - Bd. 1. Luxus und Kapitalismus (Digitalisierte Ausgabe unter:

urn:nbn:de:s2w-8161)
- -     - Liebe, Luxus und Kapitalismus. 2. Auflage. Wagenbach Taschenbuch Nr. 103, Berlin 1967. [17]
    - 『恋愛と贅沢と資本主義』金森誠也訳、論創社、1987年。講談社学術文庫、2000年。ISBN 406-1594400

  - Bd. 2. Krieg und Kapitalismus (Digitalisierte Ausgabe unter:

urn:nbn:de:s2w-8181)
- -     - 『戦争と資本主義』金森誠也訳、論創社、1996年。講談社学術文庫、2010年。ISBN 406-2919974
- (1913): Der Bourgeois. Zur Geistesgeschichte des modernen Wirtschaftsmenschen. Duncker & Humblot, München/Leipzig[18] (Digitalisierte Ausgabe unter:

urn:nbn:de:s2w-8035)
- - 『ブルジョワ：近代経済人の精神史』金森誠也訳、中央公論社、1990年。講談社学術文庫、2016年。ISBN　406-2919974
  - (1915): Händler und Helden. Patriotische Besinnungen, Duncker & Humblot, München/Leipzig『商人と英雄』
- (1924): Der proletarische Sozialismus (‚Marxismus‘), 2巻[19]「社会主義及び社会運動」1897年の改版。
  - 『プロレタリア的社会主義』田邊忠男訳、日本評論社、1932年
- (1925): Die Ordnung des Wirtschaftslebens. Duncker & Humblot, München/Leipzig (Digitalisat der 2. Auflage 1927)
- Das Wirtschaftsleben im Zeitalter des Hoch-Kapitalismus,1927.『高度資本主義の時代における経済生活』
- Hochkapitalismus, 1928年
  - 『高度資本主義』梶山力訳、有斐閣、1940年。部分訳
- (1930): Die drei Nationalökonomien. Geschichte und System Lehre von der Wirtschaft. Duncker & Humblot, München/Leipzig (Digitalisierte Ausgabe unter:

urn:nbn:de:s2w-8396)
- Die Zukunft des Kapitalismus, 1932年
  - 『資本主義の将来』宇治伊之助訳、甲文堂書店、1934年
- (1934): Deutscher Sozialismus, Buchholz & Weisswange, Berlin-Charlottenburg (Digitalisat)（ドイツ的社会主義)
- Deutsche Wissenschaftler hinter Adolf Hitler, Völkischer Beobachter Nr. 231/232, 19./20. August 1934.
- (1935): Was ist deutsch? Berlin-Charlottenburg（ドイツとは何か）
- (1938): Vom Menschen. Versuch einer geisteswissenschaftlichen Anthropologie. Berlin-Charlottenburg (Digitalisierte Ausgabe unter:

urn:nbn:de:s2w-8479)
- - 『人間について』金森誠也訳、PHP研究所、2013年。抜粋訳 ISBN 456-9815693

　没後出版
- (1956): Noo-Soziologie, Duncker & Humblot, Berlin
- (2002): Nationalökonomie als Kapitalismustheorie. Ausgewählte Schriften. Metropolis Verlag, Marburg. ISBN 3-89518-407-1.
- (2008): Das Proletariat, Metropolis Verlag, Marburg. Neuausgabe des 1906 erschienen Titels, kommentiert von Friedhelm Hengsbach SJ. ISBN 978-3-89518-650-9.[21]
- (2012): Der moderne Kapitalismus. Historisch-systematische Darstellung des gesamteuropäischen Wirtschaftslebens von seinen Anfängen bis zur Gegenwart. 3 Bände. Salzwasser, Paderborn 2012 ISBN 978-3-86383-076-2, ISBN 978-3-86383-077-9, ISBN 978-3-86383-078-6